# Erik Durm
Erik Durm (ur. 12 maja 1992 w Pirmasens) – były niemiecki piłkarz, występujący na pozycji obrońcy. Siedmiokrotny reprezentant Niemiec. Złoty medalista Mistrzostw Świata 2014. 
W swojej karierze występował w takich klubach jak: Mainz 05, Borussia Dortmund, Huddersfield Town, 1. FC Kaiserslautern czy Eintracht Frankfurt.

## Statystyki kariery
(aktualne na dzień 6 maja 2019)
| Klub               | Sezon              | Liga               | Liga  | Liga   | Puchary krajowe | Puchary krajowe | Europa | Europa | Suma  | Suma   |
| Klub               | Sezon              | Liga               | Mecze | Bramki | Mecze           | Bramki          | Mecze  | Bramki | Mecze | Bramki |
| ------------------ | ------------------ | ------------------ | ----- | ------ | --------------- | --------------- | ------ | ------ | ----- | ------ |
| Borussia Dortmund  | 2013/14            | Bundesliga         | 19    | 0      | 3               | 0               | 7      | 0      | 29    | 0      |
| Borussia Dortmund  | 2014/15            | Bundesliga         | 18    | 1      | 6               | 0               | 4      | 0      | 28    | 1      |
| Borussia Dortmund  | 2015/16            | Bundesliga         | 14    | 1      | 3               | 0               | 3      | 0      | 20    | 1      |
| Borussia Dortmund  | 2016/17            | Bundesliga         | 13    | 0      | 3               | 0               | 4      | 0      | 20    | 0      |
| Borussia Dortmund  | 2017/18            | Bundesliga         | 0     | 0      | 0               | 0               | 0      | 0      | 0     | 0      |
| Huddersfield Town  | 2018/19            | Premier League     | 28    | 0      | 2               | 0               | 0      | 0      | 30    | 0      |
| Ogólnie w karierze | Ogólnie w karierze | Ogólnie w karierze | 92    | 2      | 17              | 0               | 18     | 0      | 127   | 2      |

## Sukcesy

### Borussia Dortmund
- Puchar Niemiec: 2016/2017
- Superpuchar Niemiec: 2013, 2014

### Eintracht Frankfurt
- Zwycięzca Liga Europy: 2021/22

### Reprezentacyjne
- Mistrzostwo świata: 2014

## Odznaczenia
- Srebrny Liść Laurowy (2014)[2]